# Eulenspiegelpreis
Der Eulenspiegelpreis der Stadt Schöppenstedt war ein mit 1500 Euro dotierter Literaturpreis, der von 1988 bis 2008 alle zwei Jahre vergeben wurde.
Der Eulenspiegelpreis zeichnete ein Bilderbuch in deutscher Sprache, dass auch eine Übersetzung aus einer Fremdsprache sein konnte, aus. Dabei wurden besonders junge deutsche Autoren ausgezeichnet, deren Werk aus der Gesamtproduktion  deutschsprachiger Verlage der vorangegangenen beiden Jahre inhaltlich und gestalterisch herausragte. Die Werke mussten von einem Verlag eingereicht werden.
Mitbegründerin des Preises war Bianka Minte-König, die auch Leiterin einer Kommission war, die der vom Rat der Stadt Schöppenstedt berufenen Jury eine Vorauswahl von Buchtiteln vorlegten. Vorsitzender der neunköpfigen Jury war Karl-Heinz Mühe, Bürgermeister der Stadt und ehemaliges Mitglied des Niedersächsischen Landtags.
Aufgrund der schlechten Finanzlage der Stadt wurde 2009 die Preisvergabe bis auf Weiteres eingestellt.

## Preisträger
- 1988 Frank Ruprecht für Weißpelz
- 1990 Carola Holland und Edith Schreiber-Wicke für Als die Raben noch bunt waren
- 1992 Elisa Stern für Der fuchsrote und der mausgraue Hund
- 1994 Sabine Jörg und Ingrid Kellner für Der Ernst des Lebens
- 1996 Andreas Röckener und Gerlinde Wiencirz für Eine Schlacht? Die könnt Ihr haben!
- 1998 Nikolaus Heidelbach für Ein Buch für Bruno
- 2000 Mario Giordano und Sabine Wilharm für Ein Huhn, ein Ei und viel Geschrei
- 2002 Angelika Glitz und Annette Swoboda für Milli, Rudi und der Schatzfindefisch
- 2004 Anke Kuhl für Cowboy will nicht reiten
- 2006 Philip Waechter für Rosi in der Geisterbahn
- 2009 Susann Opel-Götz für Ab heute sind wir cool